# Wittlich
Wittlich (pronunciación en alemán: /ˈvɪtlɪç/ⓘ) es una ciudad alemana que se encuentra en el estado federado de Renania-Palatinado y es la capital del distrito de Bernkastel-Wittlich. Se halla a su vez en el centro de la cuenca del río Mosela y en la meseta de Eifel (Área conocida como Moseleifel la cual tiene una población de unos 64.000 habitantes). 
Wittlich concretamente tiene 17.786 habitantes (31 de diciembre de 2009) siendo así la ciudad más poblada entre Tréveris y Coblenza, y la cuarta ciudad más poblada entre Maguncia y la frontera belga.
La ciudad posee además una televisión local llamada Offener Kanal Wittlich (Canal abierto de Wittlich) que informa sobre noticias sobre la actualidad local, multitud de reportajes, retransmisión de eventos, etc. 

## Geografía

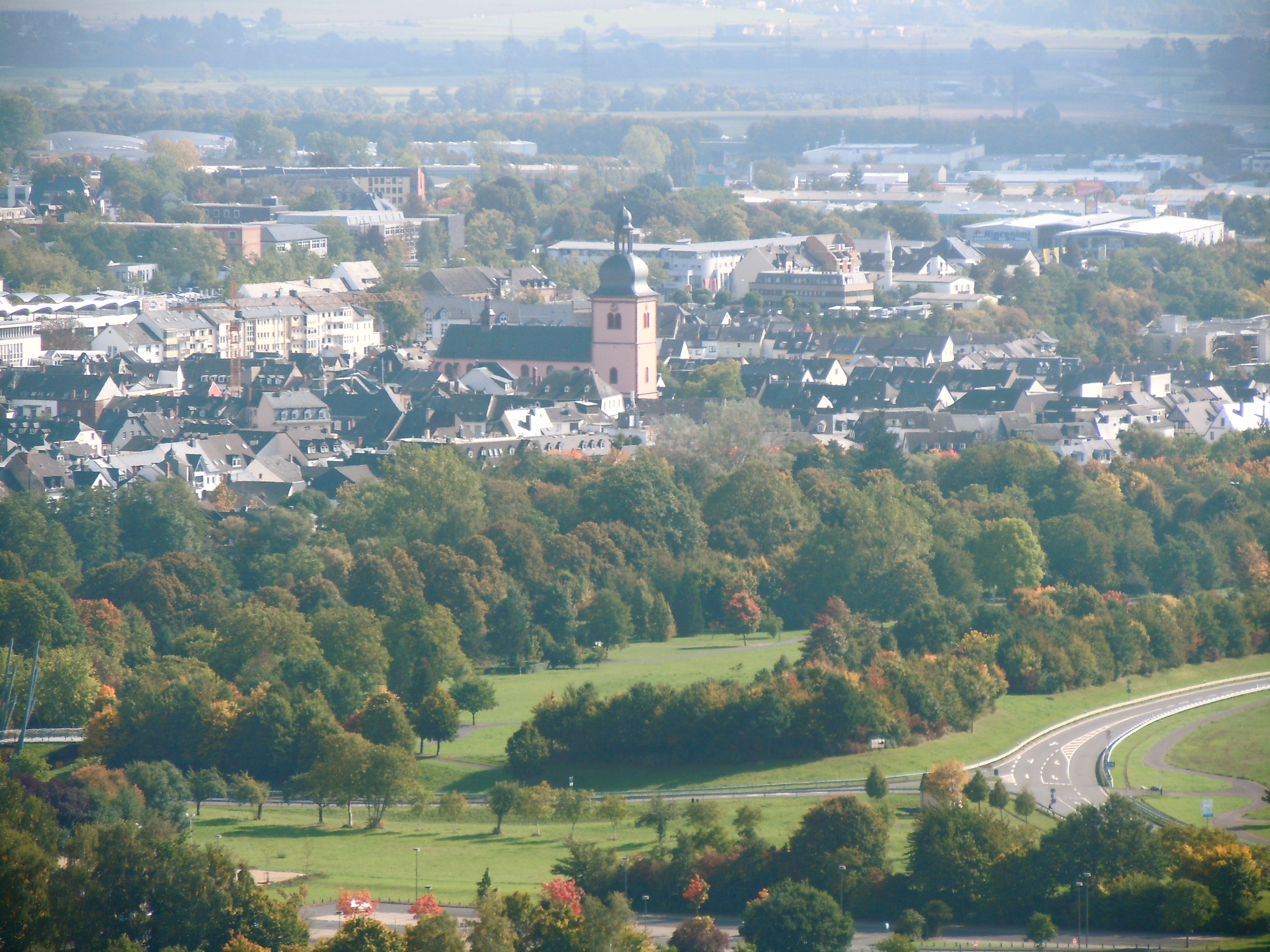
Vista de Wittlich.

### Ubicación
La ciudad se halla al sur de la meseta Eifel en el transcurso del río Lieser, un afluente del río Mosela que se encuentra al norte del límite de Wittlich. Su término municipal limita al oeste con el Moseleifel y al este con el valle del Mosela.

### Pedanías
Wittlich no solo incluye a la ciudad original sino también a otra serie de núcleos urbanos que dependen de ella. Estos son Bombogen, Dorf, Lüxem, Neuerburg y Wengerohr. Estos núcleos permanecieron independientes hasta el 7 de junio de 1969.

## Historia

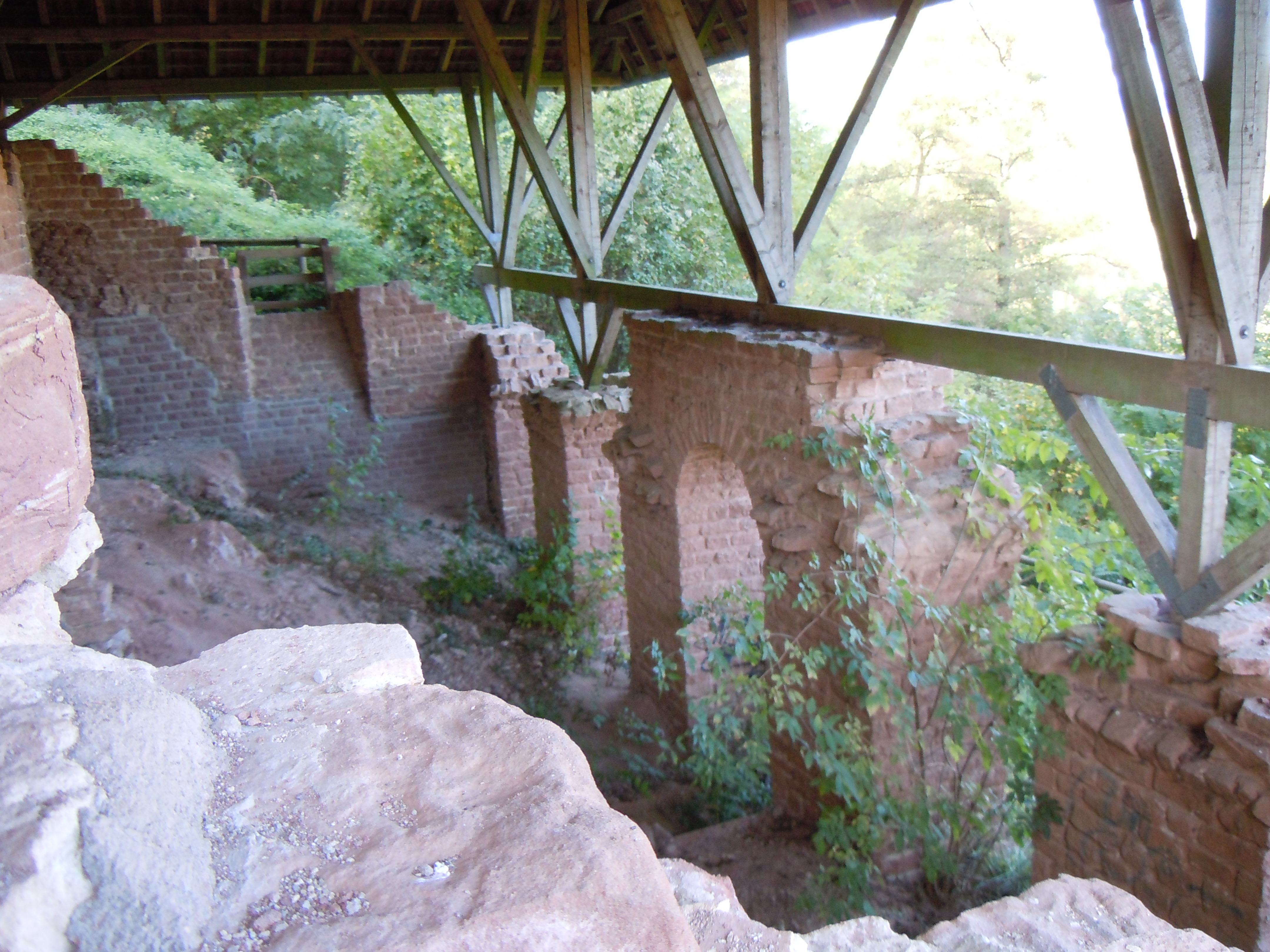
Ruinas de la antigua villa romana Vitteliacum de donde procede el nombre de la ciudad.

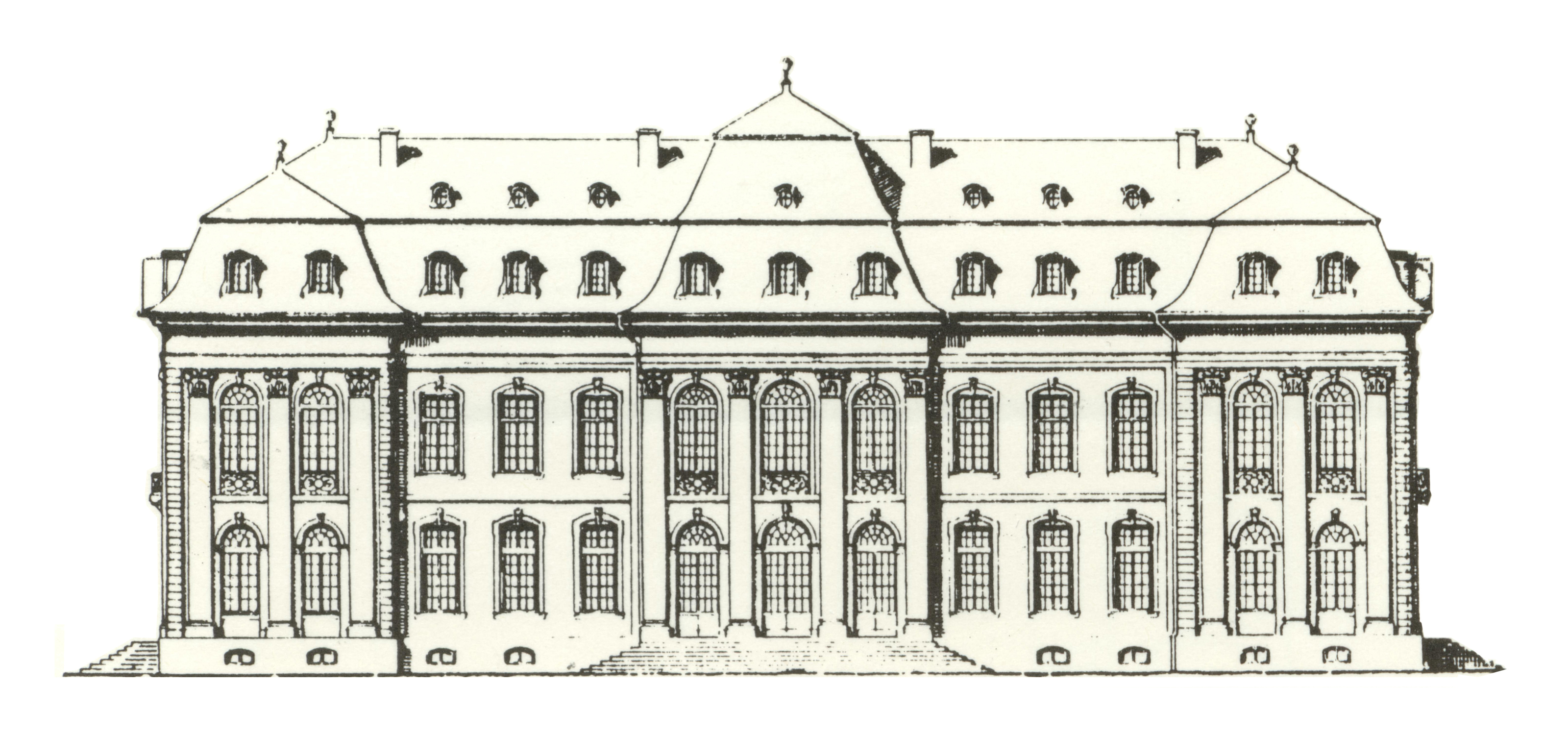
Dibujo del palacio barroco que fue destruido por el ejército napoleónico en 1804.

Por el 3.000 a. C. el valle de Wittlich ya estaba poblado. Y por el 1.000 a. C se ubicó un asentamiento celta que duraría hasta la conquista romana. Tiempo después, en el 200 d. C., en época del Imperio Romano se fundó una colonia romana, que más tarde se llamaría Vitelliacum. Los romanos fueron los que introdujeron la vid allí.
En el 404 d. C. Wittlich sería tomada por los francos y la cristianiación se llevaría a cabo poco después gracias a un misionero llamado Willibrord. El rey merovingo Dagoberto I dio el derecho a cobrar impuestos de toda la zona en torno al río Lieser, incluida la Villa Witelira (Wittlich) a la Iglesia de Tréveris. Eso permaneció así hasta su derogación en 1784, cuando se dividió el electorado de Tréveris en varios señoríos eclesiásticos. El 8 de noviembre de 1300 el arzobispo Dieter de Nasáu concedió a Wittlich sus libertades y derechos como ciudadanos de Wittlich, se considera que la ciudad obtuvo el privilegio de ciudad en 1291. En 1306 empezaría la construcción de la muralla de la ciudad. Más tarde en ese mismo siglo se produciría una gran incendio que la arrasaría. En 1397 en una batalla entre el caballero Friedrich von Ehrenberg contra Werner von Falkenstein Wittlich fue quemada en su totalidad, por ello se la concedió 25 años libre de impuestos como indemnización.
De aquí viene la leyenda de la quema del cerdo (Säubrennensage — véase Fiestas).
En 1630 la peste hizo acto de presencia en Wittlich dejando 145 muertos y afectando a una quinta parte de la población. En 1647 ocurrió un hecho nefasto para la ciudad al producirse una explosión en el polvorín, destruyendo dos terceras partes de la ciudad. En 1794 llegarían las tropas napoleónicas a la ciudad y en 1804 saquearon y destruyeron un Palacio Barroco de ésta. En la revolución nacionalista de 1848, conocida también como La Primavera de los Pueblos, levantó a muchos revolucionarios y al año siguiente se formó una columna para ir hasta Prüm donde se asaltó la armería del lugar.
En 1938 se estableció en la ciudad un regimiento de infantería y un cuartel para los Panzerjäger (cazacarros). Al final de la Segunda Guerra Mundial cerca de una tercera parte de Wittlich fue destruido.

## Escudo
El blasonado del escudo en alemán y su correspondiente traducción es la siguiente: 

"In rotem Feld parallel nebeneinander zwei aufrecht, mit dem Schlüsselbart nach oben voneinander abgekehrte silberne Schlüssel mit übereinandergelegten Griffen, wobei der linke über dem rechten angeordnet ist. Die Mauerkrone ist Zierelement des Wappens: ein Zinnenturm mit offenem Tor in der Mitte zwischen Mauern und Zinnen".
"En campo de gules (rojo) dos llaves de plata puestas en palo, con las guardas hacia el jefe, adosadas, la siniestra sostenida de la diestra. Al timbre, una corona mural de plata con una puerta de lo mismo".
Blasonado del escudo de Wittlich.

|                     |
| Escudo de Wittlich. |

Éste es el blasonado oficial, sin embargo, en el Coffee Hag albums, una publicación de álbumes de sellos realizado en Bremen a principios del siglo XX, aparecía un escudo de Wittlich con otro blasonado distinto: "En campo de plata con dos llaves en aspa (cruzadas), la custodia del jefe, una en el lado siniestro superpuesta a la otra, en azur (azul)". Es decir que en vez de ser el campo de gules (rojo) era en plata y las llaves estaban cruzadas en vez de estar paralelas y estaban en azur en vez de en plata. 
De todos modos, las llaves simbolizan a San Pedro, patrón del electorado de Tréveris, al que perteneció Witlich hasta 1794. Los esmaltes actuales fueron influencia de Tréveris, mientras que los de la imagen donde aparecía el escudo en los Coffe Hag albums fueron influencia de la familia Wittelsbach.
El primer gran sello de la ciudad, hecho justo después de haberse convertido Wittlich en ciudad, mostraba una torre almenada sobre una puerta abierta entre dos torres, cada una con un medallón en lo más alto. El sello de la corte  del siglo XIV, por el contrario, mostraban dos llaves muy similares a las armas que aparecen en el escudo actual, que presuntamente, proporcionarían el modelo para el actual escudo.

## Lugares de interés
- El viejo ayuntamiento (en alemán: Altes Rathaus) se encuentra ubicado en la plaza del mercado (Marktplatz) y hoy alberga la "Galería Municipal de Arte Moderno", antes llamada Georg-Meistermann-Museum. Fue rebautizado en abril de 2010, tras un pleito con los herederos de Georg Meistermann.
- La antigua sinagoga, es ahora el salón de conferencias y convenciones de Wittlich con exposición permanente sobre "la vida de los judíos".
- La Türmchen (Pequeña torre), forma parte de una antigua puerta de muralla que se encuentra en el casco urbano.
- La iglesia parroquial de St. Markus (San Marcos) de estilo barroco.
- Los restos de una villa romana, situada entre Wittlich y Altrich, junto a la autopista federal 1.
- La casa de la Misión de St. Paul (San Pablo) perteneciente a los Misioneros del Verbo Divino (cerrado en otoño de 2005).
- La Haus Daus (Casa Daus) en la Karrstraße 19-21, es uno de los patrimonios más antiguos de Wittlich.

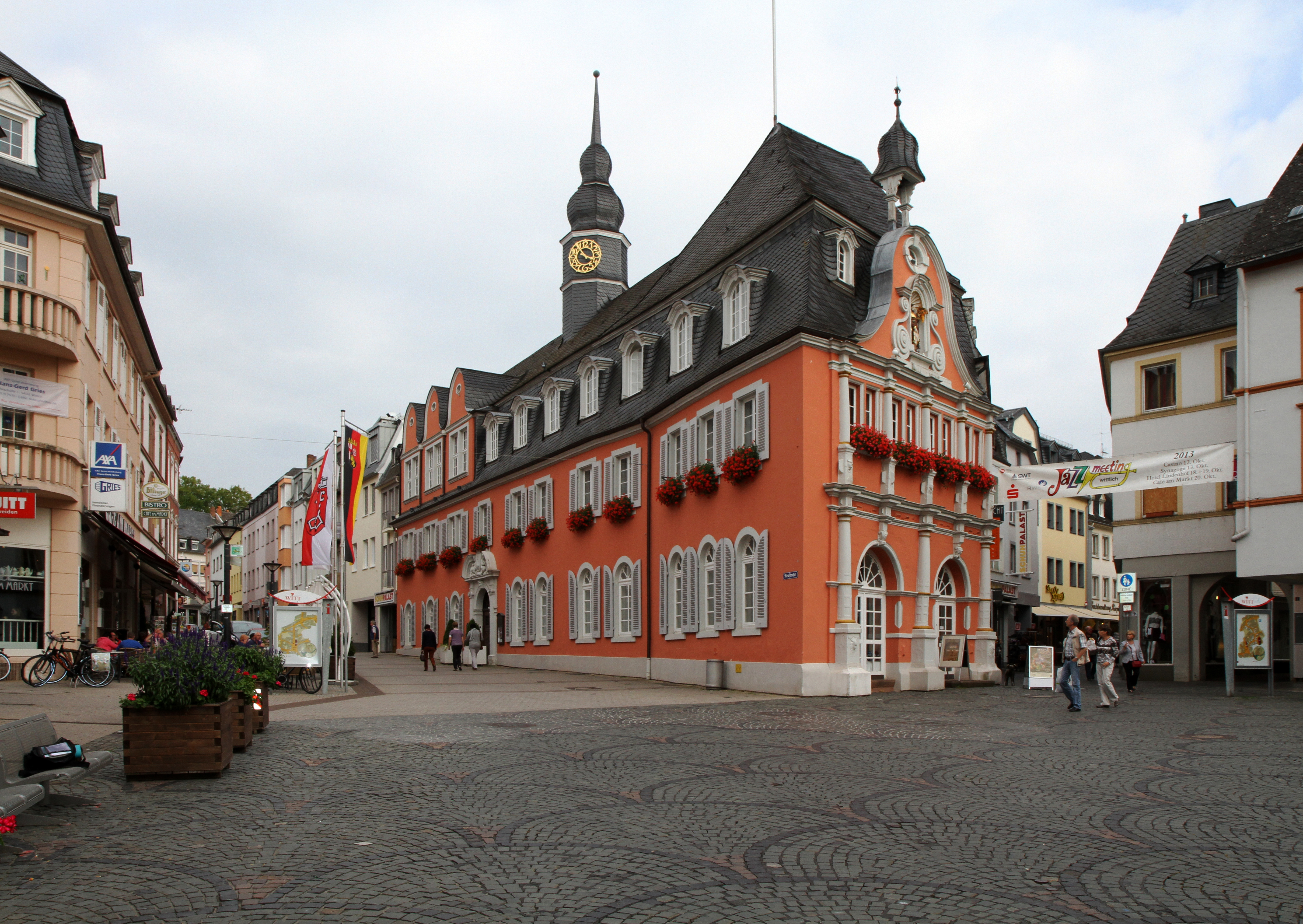
Antiguo ayuntamiento de Wittlich.
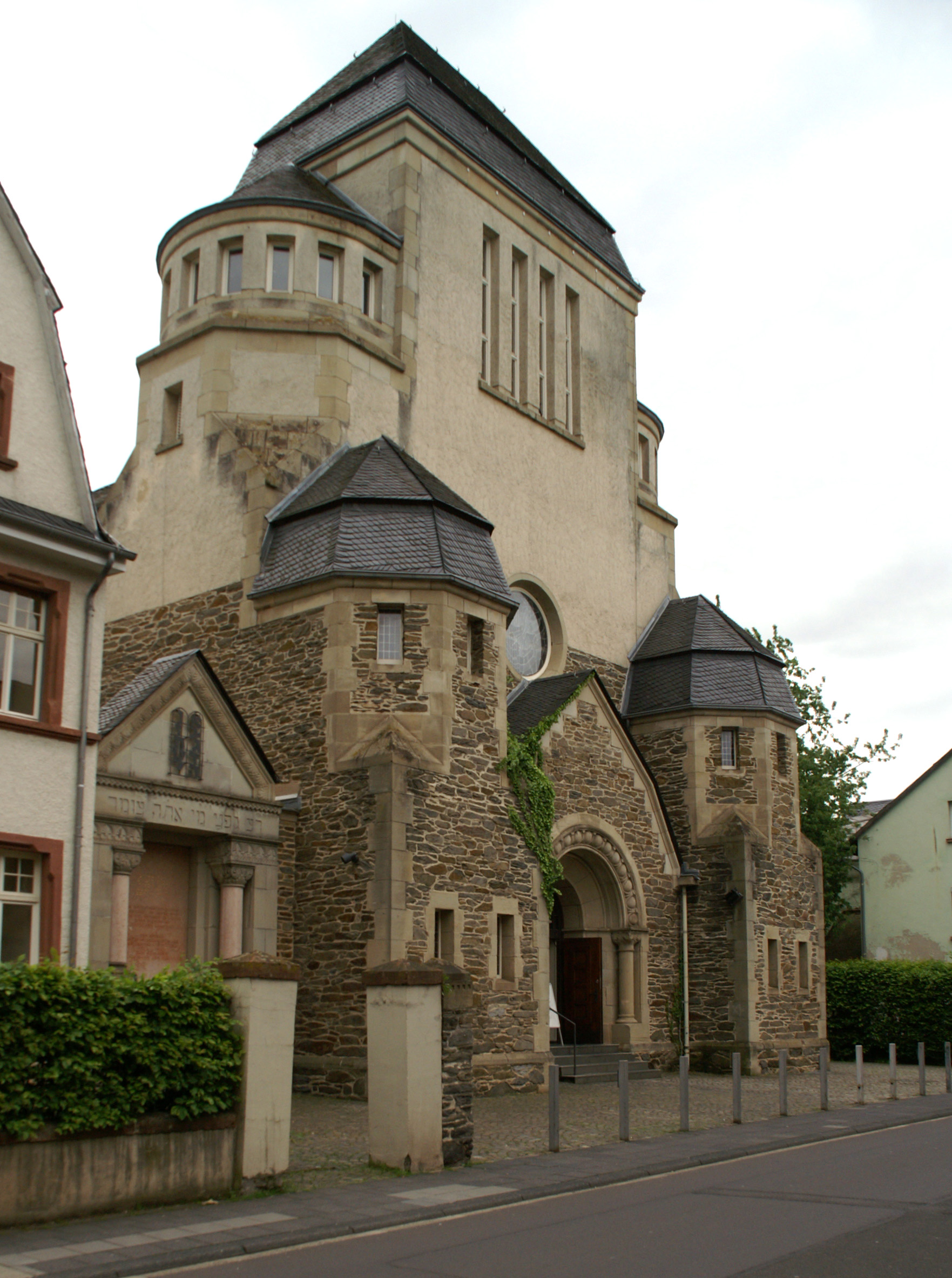
La antigua sinagoga.
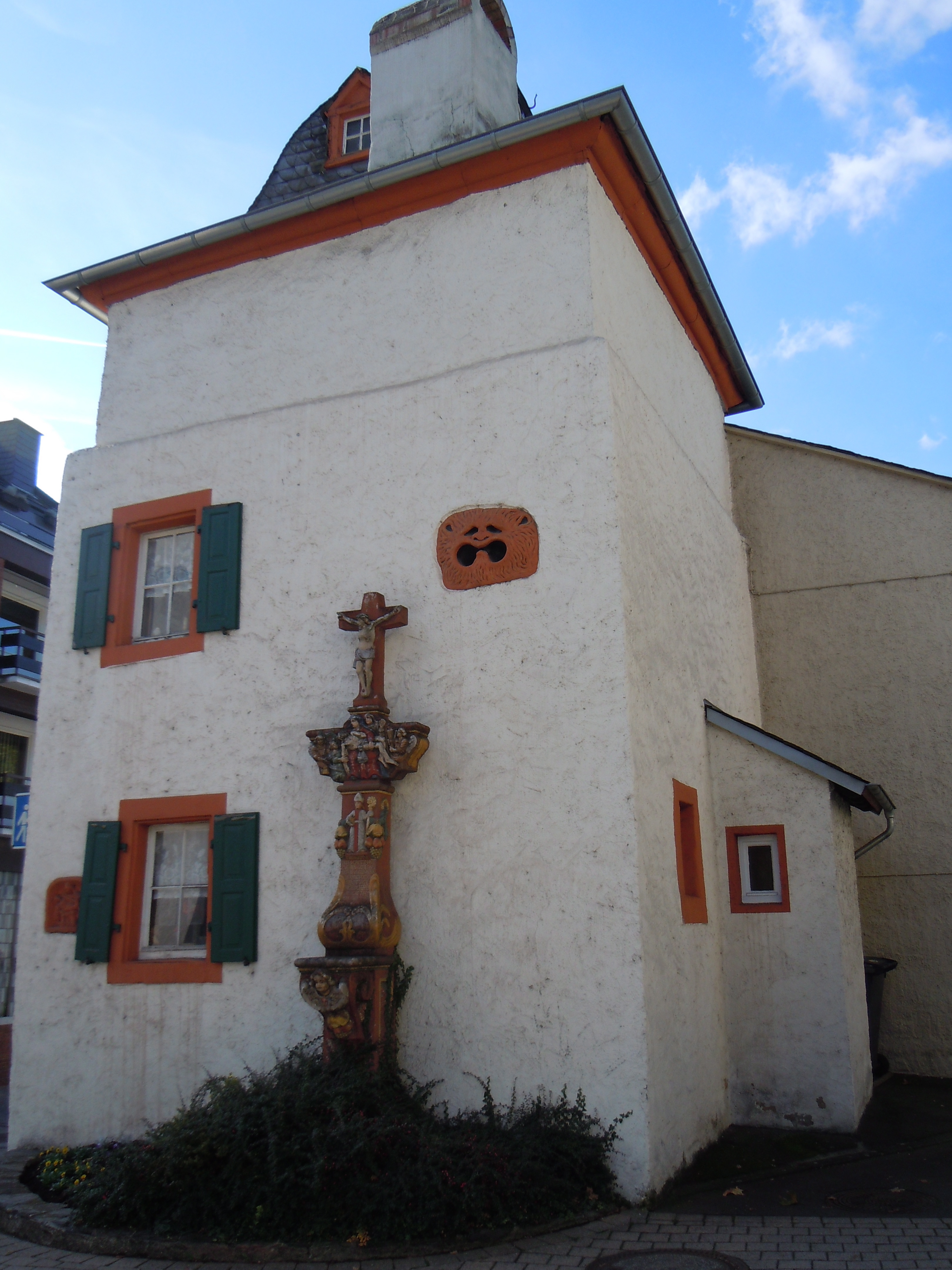
Türmchen o pequeña torre de la antigua muralla.
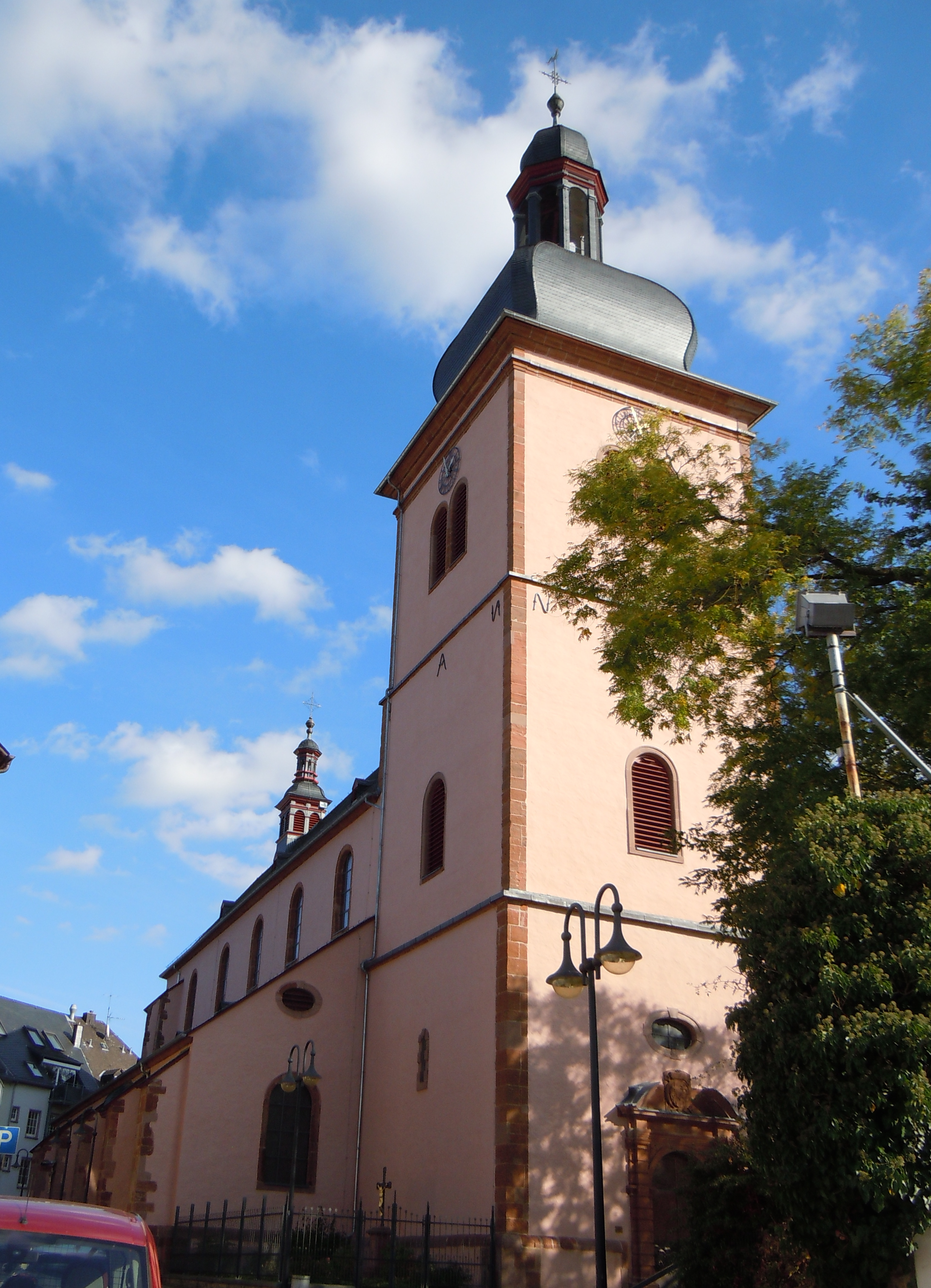
Iglesia de San Marcos.

## Política
El ayuntamiento cuenta con 32 concejales. El actual alcalde Joachim Rodenkirch, del partido Unión Demócrata Cristiana, (CDU) fue elegido el 7 de junio de 2009. En estas elecciones la Unión Demócrata Cristiana consiguió trece ediles, el Partido Socialdemócrata de Alemania (SPD) ocho, el Partido Democrático Liberal (FDP) tres, los verdes (GRÜNE) cuatro, la izquierda (Die Linke) uno y los Electores Libres (FWG) tres. 
|      | SPD | CDU | FDP | GRÜNE | Die Linke | FWG | Total     |
| 2009 | 8   | 13  | 3   | 4     | 1         | 3   | 32 ediles |
| 2004 | 9   | 14  | 3   | 3     | –         | 3   | 32 ediles |
| 1999 | 10  | 16  | 2   | 2     | –         | 2   | 32 ediles |

## Economía

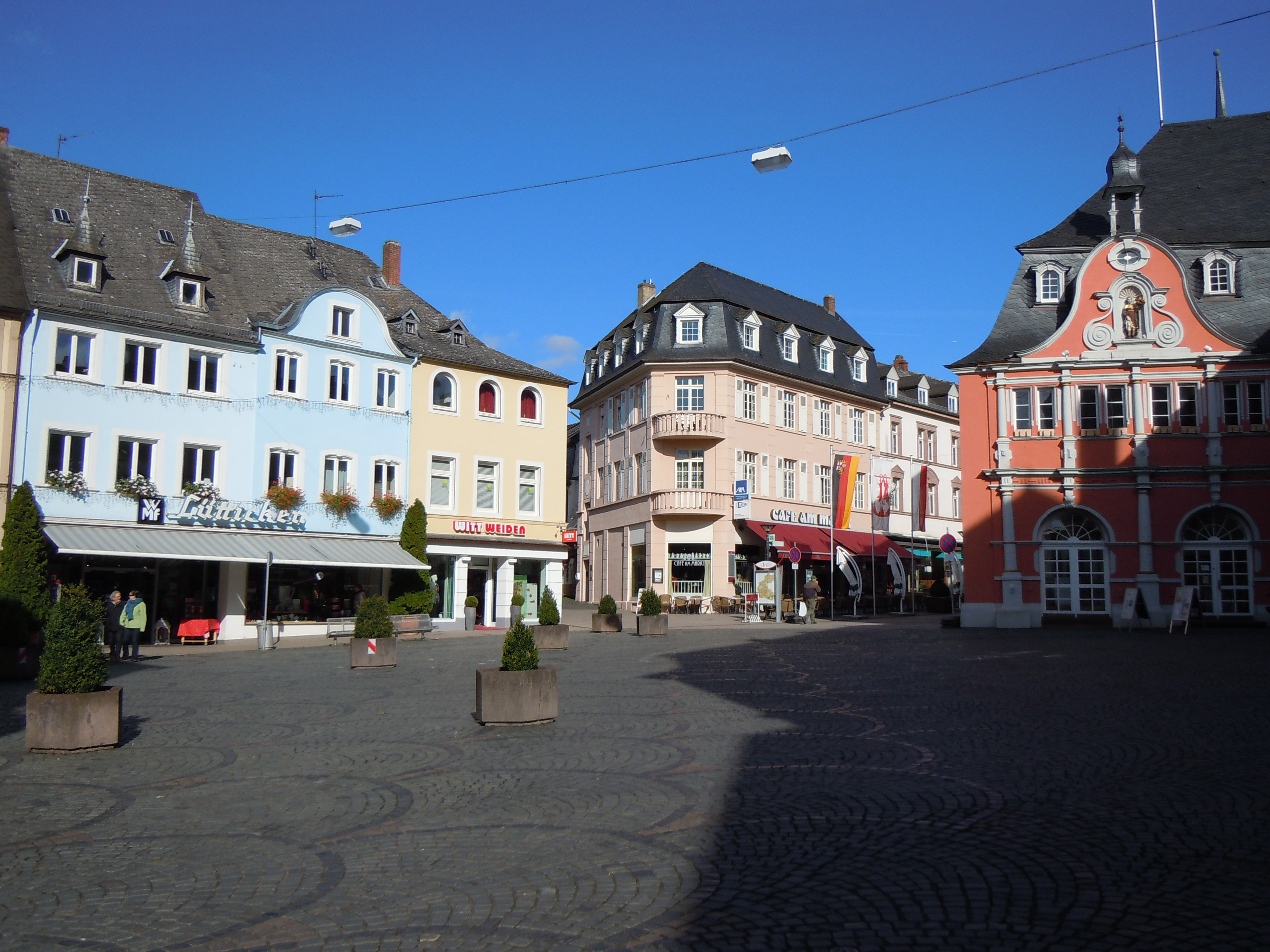
Marktplatz, la plaza del mercado.

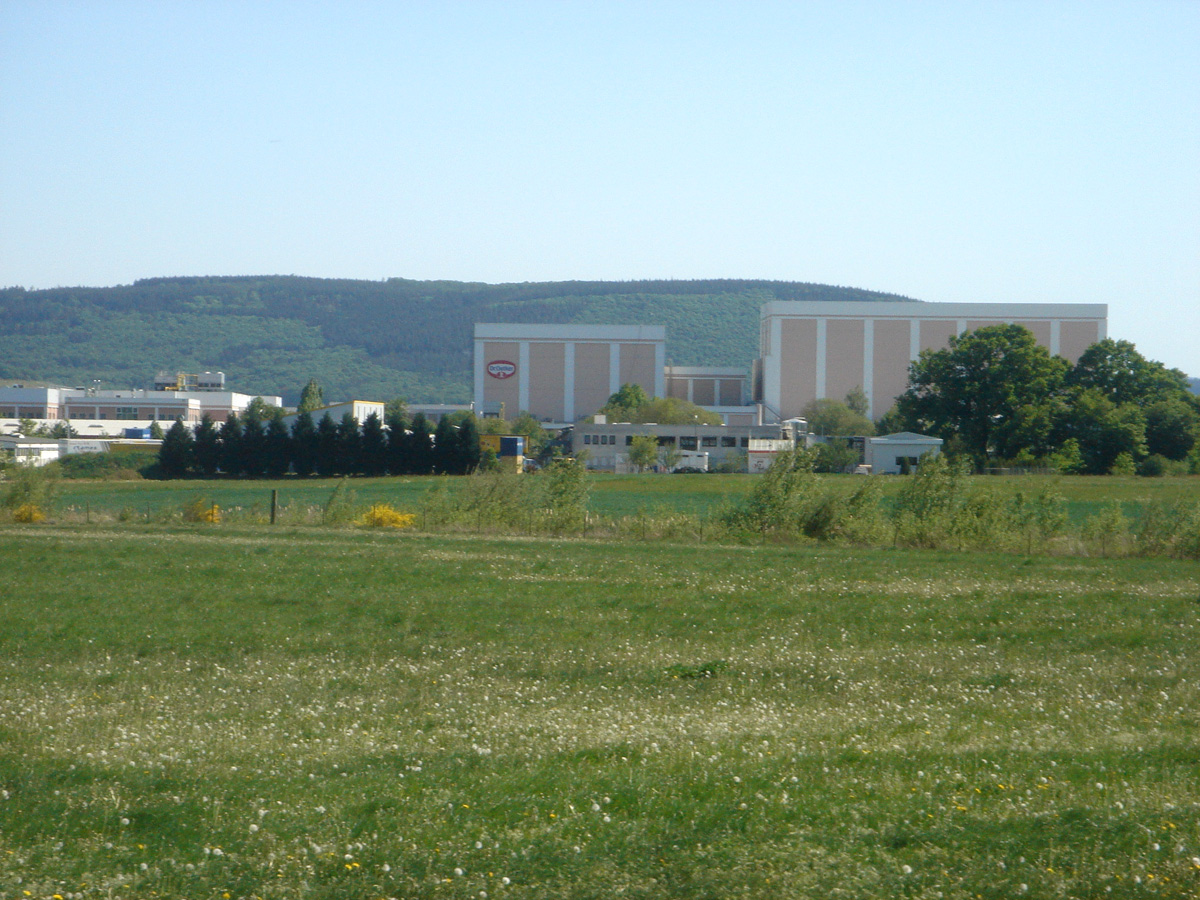
Fábrica de pizzas de Dr. Oetker.

Wittlich está muy bien comunicada, causa vital de su desarrollo económico, con dos autopistas y una estación de tren, y ubicado en la ruta del Mosela que une las ciudades más industrializadas de Renania-Palatinado. Según la seguridad social de Alemania hay 14.500 personas con un puesto de trabajo y contribuyendo a ésta. Contando con el funcionariado esta cifra asciende a 16.000 personas aproximadamente. Por tanto, la densidad de trabajo es de 852 por cada 1.000 habitantes siendo la de mayor densidad laboral de todo el Estado.
Wittlich tiene un índice del 222.7% de Einzelhandelszentralität, que es un índice usado en Alemania para medir la venta al por menor por habitante en una localidad. Si este índice supera el 100% es que atrae a habitantes de otras localidades para comprar en esa misma ciudad. Por tanto, el índice de éste núcleo es de los más altos de toda Renania-Palatinado.
Existen una multitud de empresas en la localidad, entre las más importantes destacan:
- La Dr. August Oetker Nahrungsmittel KG tiene en el término de Wengerhor una gran e importante fábrica de pizzas de las cuatro fábricas que tiene el grupo Oetker en Europa. Desde aquí se exportan pizzas a todo el mundo.[7]
- La Goodyear Dunlop Tires Germany GmbH tiene también una fábrica en Wittlich que está especializada en neumáticos para camiones.
- La Franklin Electric Europa GmbH es filial de la compañía estadounidense Franklin Electric Company, Inc.  y es también la sede europea de la compañía desde 1964. Esta fábrica es la mayor productora de motores sumergibles del mundo.

## Fiestas
- El carnaval, en Wittlich, lo organizan cada año los dos clubes de carnaval: Schall Saidt e. V. y Narrenzufnt Rot-Weiß e. V.

- En el tercer fin de semana de agosto se celebra la Säubrennerkirmes (fiesta de la quema del cerdo) y es uno de los festivales de folk más grandes de Renania-Palatinado. Se lleva celebrando desde 1951 y se basa en una leyenda medieval llamada Säubrennensage (la leyenda de la quema del cerdo), que cuenta como un cerdo fue la causa de que un ejército que asediaba la ciudad lograra pasar inadvertidamente, debido a que el guardián de uno de los portones de la muralla no encontraba ningún perno con que atrancar el portón y usó un nabo en su lugar. Por la noche un cerdo que pasaba por allí se comió el nabo y la puerta se abrió, de este modo, las tropas enemigas entraron en la ciudad. Tras esto todos los cerdos de la ciudad serían castigados sin piedad haciéndose con ellos una gran barbacoa. Hoy día se hace una gran barbacoa con carne de cerdo para conmemorar esta leyenda acompañado de música folk que se interpreta en las plazas más emblemáticas de la ciudad.

- En octubre Wittlich también organiza un Oktoberfest que es el más grande que se celebra en su Estado.

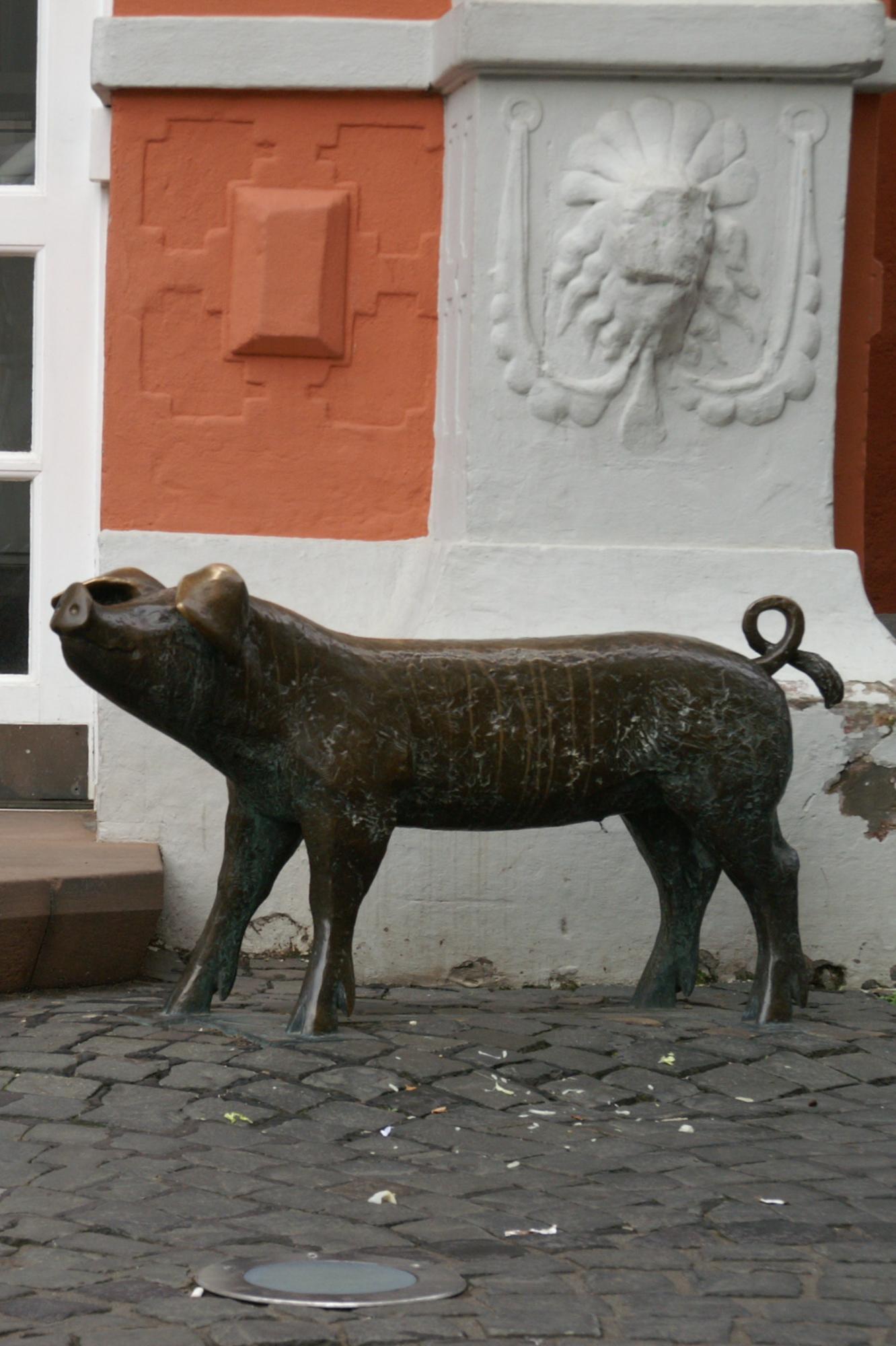
Junto al antiguo ayuntamiento se halla esta escultura que representa al cerdo de la Säubrennensage o leyenda de la quema del cerdo.

## Comunicaciones

### Carreteras
- La Autopista 1 que va desde Colonia hasta Saarbrücken pasa por la ciudad.
- La A 60 que viene desde Lieja (en Bélgica) acaba en Wittlich y conecta con la Autopista 1.
- También se cruzan en la ciudad las carreteras federales 49 y 50.

Está previsto que para el 2016 esté construida la carretera federal B50neu en dirección Rhein-Main-Gebiet.

### Estación de tren

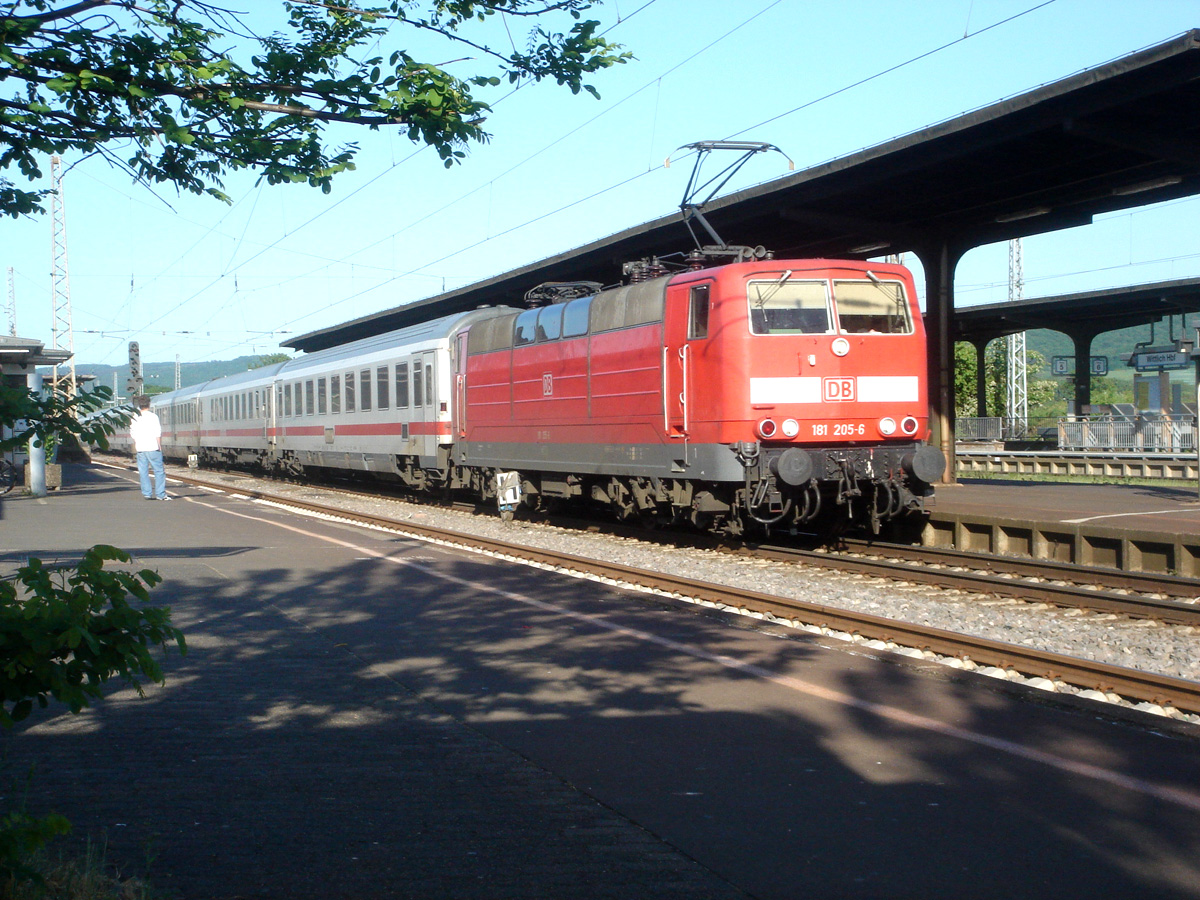
DB-Intercity hacia Luxemburgo.

La estación de tren de Wittlich está ubicado en el término de Wengerohr en la ruta del Mosela. El Mosel-Saar-Express es un tren que va desde Coblenza hasta Saarbrücken (pasando también por Tréveris). El Moseltal-Bahn (tren del valle del Mosela) va de Coblenza a Tréveris y el Wittlich Elbling Express va de Wittlich a Perl (pasando también por Tréveris).
Para ciudades más lejanas existe el servicio InterCityExpress entre Luxemburgo y Berlín y entre Luxemburgo y Norddeich Mole. También hay otro entre Luxemburgo y Emdem. De la estación de Wittlich al centro de la ciudad hay una línea de autobuses cada 15 minutos.

### Aeropuertos cercanos
Los aeropuertos más cercanos son los de Luxemburgo y Fráncfort-Hahn, que están a unos 40 minutos de la ciudad. Los de Fráncfort del Meno y Colonia-Bonn están a una hora y media aproximadamente de Wittlich.

### Rutas ciclistas
- La ruta ciclista (o carril bici) del Maare-Mosel es una atracción turística. Ésta va desde Daun, en la región de Eifel hasta Bernkastel-Kues. En el Radlerbus (Autobús de ciclistas) pueden los ciclistas ser transportados de nuevo a Wittlich. En Bernkastel la ruta conecta con la ruta ciclista del Mosela (Moselradweg).
- Existe otra ruta ciclista llamada: Ruta del valle de Wittlich que va desde Schweich a Bausendorf.

## Hermanamientos
Wittlich está hermanada con las siguientes ciudades:
- Boxtel, en el Brabante Septentrional, Países Bajos.
- Brunoy, en Essonne, Francia desde 1979.
- Wellingborough, en Northamptonshire, Inglaterra, Reino Unido desde 1993.
- Zossen, en el distrito de Teltow-Fläming, Brandeburgo desde la  reunificación alemana.

## Personajes ilustres

### Ciudadanos honoríficos
- Louis Constans Berger (1829–1891), empresario industrial y político, ciudadano honorífico desde 1884.
- Hans-Günther Heinz (* 1933), empresario y político, ciudadano honorífico desde 2004.
- Matthias Joseph Mehs (1893–1976), político y escritor local, ciudadano honorífico desde 1966.
- Willi Schrot (* 1915) cerrajero y político local, 1948–1979 miembro del consejo del distrito, 1967–1979 miembro del consejo del Estado federado de Renania-Palatinado, ciudadano honorífico desde 2004.

### Hijos adoptivos de la ciudad
- Mathias Agritius (* 1545), poeta y humanista.
- Brigitte Bastgen (* 1955), comentarista de noticias de la ZDF.
- Reinhold Bohlen (* 1946), profesor y rector de la Facultad de teología de Tréveris, obispo y director del Emil-Frank-Instituts de Wittlich.
- Georg Fischer (1881–1962), Editor y escritor local, propietario de la Georg-Fischer-Verlages (editora) (1906–1956)
- Hans Friderichs (* 1931) ministro de economía (1972–1977).
- Max René Hesse (1877–1952), médico y escritor novelista.
- Georg Holkenbrink (* 1961), obispo de la catedral de Tréveris, vicario general del obispado, y moderator curiae y economista del Electorado de Tréveris.
- Hans Kalbfell (* 1930), boxeador.
- Julian Klein (* 1973), compositor y director de orquesta.
- Christian Klippel (* 1955), escritor.
- Matthias Joseph Mehs (1893–1976), político y escritor local.
- Tony Munzlinger (* 1934), pintor y dibujante de dibujos animados.
- Thomas Mussweiler (* 1969), psicólogo social, ganador del Premio Leibniz en 2006.
- Barbara Philipp (* 1965), actriz.
- Jürgen Roth-Lebenstedt (* 1962), dos veces ganador del Premio del fútbol amateur alemán con el equipo Eintracht Trier y el artífice del "gol del mes" en febrero de 1996 según el programa de deportes ARD.
- Hermann Schäfer (* 1942), historiador.